# Liste des gouverneurs coloniaux de New York
Ceci est une liste des gouverneurs coloniaux de la Province de New York durant la domination britannique:
| #                                                   | Nom                   | Mandat                                                           |
| --------------------------------------------------- | --------------------- | ---------------------------------------------------------------- |
| 1                                                   | Richard Nicolls       | 1664-1668 en tant que gouverneur militaire                       |
| 2                                                   | Francis Lovelace      | 1668-1672                                                        |
| 1673-1674 : Restauration de l'autorité néerlandaise |                       |                                                                  |
| 4                                                   | Edmund Andros         | 1674-1681                                                        |
| 5                                                   | Anthony Brockholls    | 1681-1683 en tant que gouverneur actif                           |
| 6                                                   | Thomas Dongan         | 1683-1688                                                        |
| 7                                                   | Francis Nicholson     | 1689-1691                                                        |
| 8                                                   | Jacob Leisler         | 1689-1691 en rébellion                                           |
| 9                                                   | Henry Sloughter       | 1691-1691                                                        |
| 10                                                  | Richard Ingoldesby    | 1691-1692 en tant que gouverneur actif                           |
| 11                                                  | Benjamin Fletcher     | 1692-1697                                                        |
| 12                                                  | Richard Coote         | 1698-1701                                                        |
| 13                                                  | John Nanfan           | 1701-1702 en tant que gouverneur actif                           |
| 14                                                  | Edward Hyde           | 1702-1708                                                        |
| 15                                                  | John Lovelace         | 1708-1709                                                        |
| 16                                                  | Peter Schuyler        | 1708-1709 en tant que gouverneur actif                           |
| 17                                                  | Richard Ingoldesby    | 1709-1710 en tant que gouverneur actif                           |
| 18                                                  | Gerardus Beekman      | 1710-1710 en tant que gouverneur actif                           |
| 19                                                  | General Robert Hunter | 1710-1718                                                        |
| 20                                                  | Peter Schuyler        | 1719-1720 en tant que gouverneur actif                           |
| 21                                                  | William Burnet        | 1720-1728                                                        |
| 22                                                  | John Montgomerie      | 1728-1731                                                        |
| 23                                                  | Rip Van Dam           | 1731-1732 en tant que gouverneur actif                           |
| 24                                                  | William Cosby         | 1732-1736                                                        |
| 25                                                  | George Clarke         | 1736-1743 en tant que gouverneur actif                           |
| 26                                                  | George Clinton        | 1743-1753                                                        |
| 27                                                  | Danvers Osborn        | 1753-1753                                                        |
| 28                                                  | James DeLancey        | 1753-1755 en tant que gouverneur actif                           |
| 29                                                  | Charles Hardy         | 1755-1758                                                        |
| 30                                                  | James DeLancey        | 1758-1760 en tant que gouverneur actif                           |
| 31                                                  | Cadwallader Colden    | 1760-1762 en tant que gouverneur actif                           |
| 32                                                  | Robert Monckton       | 1762-1763                                                        |
| 33                                                  | Cadwallader Colden    | 1763-1765 en tant que gouverneur actif                           |
| 34                                                  | Henry Moore           | 1765-1769                                                        |
| 35                                                  | Cadwallader Colden    | 1769-1770 en tant que gouverneur actif                           |
| 36                                                  | John Murray           | 1770-1771                                                        |
| 37                                                  | William Tryon         | 1771-1774                                                        |
| 38                                                  | Cadwallader Colden    | 1774-1775 en tant que gouverneur actif                           |
| 39                                                  | William Tryon         | 1775-1780                                                        |
| 40                                                  | James Robertson       | 1780-1783 en tant que gouverneur militaire                       |
| 41                                                  | Andrew Elliot         | du 17 avril au 25 novembre 1783 en tant que gouverneur militaire |

## Compléments